# Sonkajärvi
Sonkajärvi is een gemeente in de Finse provincie Oost-Finland en in de Finse regio Noord-Savo. De gemeente heeft een landoppervlakte van 1.465,93 km² en telt 3.372 inwoners (2022).
In Sonkajärvi wordt elk jaar het vrouwendraagkampioenschap gehouden.